# Mombello Monferrato
Mombello Monferrato – miejscowość i gmina we Włoszech, w regionie Piemont, w prowincji Alessandria.
Według danych na styczeń 2010 gminę zamieszkiwało 1108 osób przy gęstości zaludnienia 55,7 os./1 km².